# Bernhard Münz (Philosoph)
Bernhard Münz (geboren 1. Februar 1856 in Leipnik, Kaisertum Österreich; gestorben 17. Dezember 1919 in Wien) war ein österreichischer Philosoph und Bibliothekar. 

## Leben
Bernhard Münz war ein Sohn des Kaufmanns Jakob Münz und der Johanna Weinreb, sein jüngerer Bruder war der Journalist Sigmund Münz, der Journalist Bernhard Münz (1857–1921) war ein Verwandter. 
Münz studierte ab 1873 klassische Philologie und Philosophie an der Universität Wien, an der Universität Innsbruck und an der Universität München und wurde 1877 bei Franz Brentano in Wien promoviert. Er arbeitete an der Universitätsbibliothek Graz und heiratete 1888 Amalie Müller, eine Tochter des Hebraisten Joel Müller. Münz kam 1889 als Amanuensis an die Bibliothek der Israelitischen Kultusgemeinde in Wien. Ab 1903 leitete er in der Nachfolge von Samuel Hammerschlag die Bibliothek. Münz schrieb Zeitschriftenbeiträge, unter anderem für Ost und West und die Allgemeine Zeitung des Judentums. Er förderte das Vorhaben von Salomon Wininger, eine jüdische National-Biographie zusammenzustellen, und gehörte ab 1915 der Redaktion an, der erste Band erschien 1925.  

## Schriften (Auswahl)

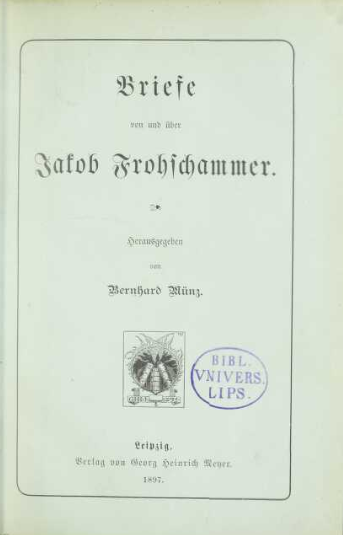
Jakob Frohschammer Briefe (1897)

- Die Keime der Erkenntnisstheorie in der vorsophistischen Periode der griechischen Philosophie. Niemeyer, Halle 1880.
- Die Erkenntniss- und Sensationstheorie des Protagoras. Niemeyer, Halle 1880.
- Lebens- und Weltfragen: philosophische Essais. Konegen, Wien 1886.
- Jakob Frohschammer, der Philosoph der Weltphantasie. Essay. Schottlaender, Breslau 1894.
- (Hrsg.): Briefe von und über Jakob Frohschammer. Georg Heinrich Meyer, Leipzig 1897.
- Adolf Pichler. Baum, Leipzig 1899.
- Moriz Lazarus: Zur Feier seines fünfzigjährigen Doctorjubiläums [30. Nov. 1899]. Dümmler, Berlin 1900.
- Marie Eugenie delle Grazie als Dichterin und Denkerin. Braumüller, Wien 1902.
- Moses im Lichte der jüdischen Volksseele. In:	Ost und West, Jg. 2 (1902), Heft 1 (Januar), S. 7–16 (Digitalisat).
- Literarische Physiognomien. Braumüller, Wien 1903.
- Goethe als Erzieher. Braumüller, Wien 1904.
- Friedrich Hebbel als Denker. Müller, München 1906.
- Ibsen als Erzieher. Xenien-Verlag, Leipzig 1908.
- Shakespeare als Philosoph. Niemeyer, Halle 1918.